# Катания, Эмануэле
Эмануэле Катания (итал. Emanuele Catania; род. 3 октября 1988, Рим) — итальянский легкоатлет, специалист по прыжкам в длину. Выступал за сборную Италии по лёгкой атлетике в 2010-х годах, обладатель бронзовой медали Средиземноморских игр в Мерсине, победитель и призёр первенств национального значения, участник чемпионата Европы в Цюрихе и других крупных международных турниров.

## Биография
Эмануэле Катания родился 3 октября 1988 года в Риме.
Впервые заявил о себе в лёгкой атлетике на международном уровне в сезоне 2007 года, когда вошёл в состав итальянской национальной сборной и выступил на юниорском европейском первенстве в Хенгело — стартовал в прыжках в длину (6,83) и тройных прыжках (14,97), в обоих случаях остановился на предварительном этапе.
В 2012 году на зимнем чемпионате Италии в Анконе выиграл серебряную медаль в прыжках в длину — с результатом 7,84 уступил здесь только титулованному Фабрицио Донато.
В 2013 году в составе итальянской сборной выступил на чемпионате Европы в помещении в Гётеборге, где прыгнул на 7,78 метра, не сумев преодолеть предварительный квалификационный этап. Позже принял участие в Средиземноморских играх в Мерсине, откуда привёз награду бронзового достоинства, выигранную с результатом 7,92.
В 2014 году с личным рекордом 7,98 одержал победу на чемпионате Италии в Роверето, отметился в выступлением на чемпионате Европы в Цюрихе — показал результат 7,31 и в финал не вышел.
В 2015 году был лучшим на зимнем чемпионате Италии в Падуе (7,72), занял 11-е место в Суперлиге командного чемпионата Европы по лёгкой атлетике в Чебоксарах (7,39).
Завершил спортивную карьеру по окончании сезона 2018 года.